# Dwight Ewell
Dwight Ewell (ur. ok. 1968) – amerykański aktor filmowy.
Wystąpił w dwudziestu pięciu filmach fabularnych i jednym serialu. Najbardziej znany z ról w kinowych projektach: W pogoni za Amy (1997), Dogma (1999) i Jay i Cichy Bob kontratakują (2001) Kevina Smitha oraz w komedii romantycznej Guru (2002). Zagrał też w filmie o tematyce LGBT Kiss Me, Guido (1997).